# Ann Demeulemeester
Ann Demeulemeester (Kortrijk, 29 dicembre 1959) è una stilista belga.

## Biografia
Dopo essersi diplomata presso la scuola d'arte di Bruges, Ann Demeuleester studia design della moda presso la Reale Accademia di Belle Arti di Anversa dal 1978 al 1981. Nel 1981 si laurea insieme alla classe che diverrà conosciuta come la "Antwerp Six", ovvero un gruppo di stilisti diventati particolarmente influenti nel campo della moda, che comprende anche Walter Van Beirendonck, Dries van Noten, Dirk Van Saene, Dirk Bikkembergs e Marina Yee.
Dal 1981 la stilista lavora come freelance per diverse case di moda internazionali, sino al 1985, anno in cui insieme al marito, il fotografo Patrick Robyn, fonda il proprio marchio. La Demeulemeester presenta la sua prima collezione femminile a Parigi nel 1992, a cui affianca quella maschile nel 1996. Il marchio Ann Demeuleester diventa celebre per lo stile minimalista ed androgino, che unisce elementi della moda maschile con quelli dei guardaroba femminili.
Ann Demeulemeester ha aperto la sua prima boutique ad Anversa nel 1999 ed attualmente le sue collezioni, che oltre all'abbigliamento include anche accessori e calzature sono vendute in oltre 30 paesi in tutto il mondo.
A novembre 2013, Ann Demeulemeester ha annunciato il suo addio alla casa di moda. L'uscita è stata resa nota tramite una lettera scritta dalla stessa Ann e all'interno del quale c'era anche scritto che il brand avrebbe presentato la collezione donna e uomo ad autunno/inverno 2014 alla settimana della moda donna di Parigi.